# Časopis pro pěstování matematiky a fysiky
Časopis pro pěstování matematiky a fysiky byl první česky psaný matematicko-fyzikální časopis, který vydávala společnost Jednota českých matematiků a fyziků (JČMF). Byl vydáván mezi lety 1872–1950 s výjimkou válečných let 1941–1945. Redaktoři časopisu patřili mezi osobnosti české matematicko-fyzikální komunity. V roce 1951 navázaly na Časopis pro pěstování matematiky a fysiky Časopis pro pěstování matematiky a časopis Československý časopis pro fyziku. Od roku 1922 vycházel časopis s přílohou Rozhledy matematicko-fyzikální, která byla vydávána od roku 1893 pod názvem Příloha k Časopisu pro pěstování mathematiky a fysiky. Její obsah byl určen studentům středních škol.

## Historie
V roce 1869 profesor František Josef Studnička a Karel Zahradník uvažovali nad myšlenkou vydávat matematicko-fyzikální Zprávy JČM, kde by vycházely referáty o přednáškách a odborné články. Na jaře roku 1870 byla vydána první Zpráva JČM, kterou redigoval soukromý docent a „starosta spolku“ Mírumil Neumann (1843–1873) a Karel Zahradník. Do roku 1871 vyšly další dvě Zprávy, kde matematickou část redigoval Augustin Pánek. Další Zprávy již nebyly vydány, protože společnost založila dne 11. února 1872 časopis, jehož první číslo vyšlo k desátému výročí trvání společnosti. Celý název časopisu zněl „Časopis pro pěstování mathematiky a fysiky, kterýž se zvláštním zřetelem k studujícím rediguje Dr. F. J. Studnička, profesor mathematiky na c. k. universitě pražské a vydává Jednota českých mathematiků“. F. J. Studnička byl redaktorem časopisu po dobu deseti let. Mezi jeho první spolupracovníky patřili Gabriel Blažek, Emil Weyer, Mírumil Neumann a August Seydler. Od roku 1882 vedl časopis dva roky Eduard Weyr. Třetím šéfredaktorem v pořadí byl Augustin Pánek mezi lety 1884–1904. V dalších letech byla redigována matematická a fyzikální část samostatně, například mezi lety 1905–1906 byl zodpovědný za matematickou část časopisu Karel Petr a za fyzikální Bohumil Kučera. Jako vedoucí redaktoři působili v dané době špičky české matematicko-fyzikální komunity jako byli Karel Petr, Bohumil Bydžovský a Vojtěch Jarník a z fyziků Bohumil Kučera, František Záviška nebo August Žáček.
Tisk časopisu zajišťovala knihtiskárna Dr. Eduard Grégr a syn (prvních čtyřiatřicet ročníků) do roku 1905. Následujících šestnáct ročníků tiskla do roku 1921 tiskárna Bedřicha Stýbla. Následně byl tisk zajišťován vlastní tiskárnou. V roce 1933 se sloučila tiskárna JČMF s tiskárnou Spolku československých horních a hutních inženýrů „Prometheus“ a pod stejným názvem bylo vytvořeno středisko pro tisk i odborné literatury (Prometheus).

### Počátky časopisu
Počátky vydávání časopisu nebyly snadné. Vzhledem k zaměření časopisu a náročnosti článků se ukázalo, že nelze získat tolik předplatitelů, aby byly pokryty výrobní náklady pouze na papír a tisk. Autoři psali články bez nároku na honorář a také F. J. Studnička vykonával svoji redakční práci zdarma. Vzhledem ke zvýšení počtu čtenářů se časopis v rubrice Úlohy zaměřil na středoškolské studenty publikováním problémů elementárního charakteru.
V dané době si vědecké společnosti vyměňovaly se zahraničními společnostmi své časopisy a rozšiřovaly tak svoji knihovnu. Na základě zmínek v textech o historii JČMF například v roce 1900 získala společnost výměnou padesát zahraničních časopisů, i když Časopis pro pěstování matematiky a fysiky byl vydáván pouze česky.
Záhy byla oddělena vědecká část a vznikl samostatný časopis Archiv mathematiky a fysiky. Vycházel pouze v letech 1875–1877. V té době totiž odešel Emil Weyr na vídeňskou univerzitu a stal se zde spoluzakladatelem druhého matematicko-fyzikálního časopisu v Rakousku-Uhersku Monatshefte für Mathematik und Physik (1890). Po neúspěchu Archivu mathematiky a fysiky začala být od dvaadvacátého ročníku (1893) vydávána Příloha k Časopisu pro pěstování mathematiky a fysiky. Byla určena studentům středních škol, kteří si ji mohli koupit i samostatně. V témže roce se změnil podtitul na „spolupůsobením odborníků rediguje prof. A. Pánek a vydává Jednota českých mathematiků“.

### 20.století
Koncem 19. století byla situace v časopise stabilní, rostl rozsah čísel a od roku 1895 do roku 1914 se více než zdvojnásobil. Během první světové války poklesl rozsah časopisu asi na polovinu, ale během dvacátých let 20. století získal podporu Ministerstva školství a národní osvěty a rozsah byl obnoven. Počátkem roku 1919 začal být obsah uváděn také ve francouzském překladu a u odborných článků se objevilo francouzské resumé.

#### Příloha Rozhledy matematicko-fyzikální
V roce 1922 začala Příloha k Časopisu pro pěstování mathematiky a fysiky vycházet pod názvem Rozhledy matematicko-fyzikální. Jednalo se již o třicátý ročník přílohy Časopisu pro pěstování mathematiky a fysiky a pod novým názvem ji redigoval matematik Vladimír Ryšavý (1889–1950). První ročník tvořila čtyři čísla. Články nebyly uspořádány tematicky a tak se střídaly články z matematiky, fyziky, deskriptivní geometrie nebo astronomie. Při vydávání dalších ročníků postupně docházelo k tematickému uspořádávání příspěvků. Během prvních ročníků převažovaly texty s fyzikálními tématy. Matematické články se zabývaly většinou geometrií. V další dekádě byla posílena část didakticko-metodická. Počínaje desátým ročníkem Rozhledy matematicko-fyzikální redigoval Jan Schuster (profesor pražské reálky), poté František Vyčichlo.
Na základě státního rozhodnutí se změnil obsah časopisu v roce 1952. Do té doby publikoval odborné texty pro poměrně úzký okruhu čtenářů. V číslech vydávaných během roku 1952 byly publikovány populární články z matematiky, fyziky a chemie. Bylo ukončeno vydávání rubriky s úlohami pro čtenáře. Změna obsahu přinesla také změnu názvu, Matematicko-přírodovědecké rozhledy. Odborná matematicko-fyzikální komunita prosadila původní náplň v pětatřicátém ročníku. Od roku 1957 začal vycházet časopis pod novým názvem Rozhledy matematicko-fyzikální.

#### Příloha didakticko-methodická
V roce 1932 začala vycházet Příloha didakticko-methodická a krátce byl k časopisu přikládán i Spolkový věstník. „Didaktickou přílohu“ zavedl Jaroslav Friedrich, který ji také redigoval. Příloha se měla stát základnou „pro diskuse o širších problémech středního školství“ a přinášet přesnou a detailní metodiku resp. výsledky a zkušenosti odborníků. Později získala příloha podtitul Vyučování – Zprávy – Literatura.

### 1930 – 1945
Od roku 1930 (devětapadesátý ročník) byl vědecký obsah časopisu rozdělen na část matematickou a fyzikální část. Od dalšího ročníku začal být zveřejňován přehled původních publikací českých matematiků a fyziků.Od roku 1932 (jednašedesátý ročník) se začal používat pojem redakční rada. Matematickou část řídil Bohumil Bydžovský a redakční radu tvořili Eduard Čech, Karel Petr a Karel Rychlík. Fyzikální část vedl August Žáček s redakční radou (Václav Dolejšek, Bohuslav Hostinský a František Záviška).
Během roku 1935 se odborné články v Časopisu pro pěstování matematiky a fysiky tiskly také francouzsky nebo anglicky. Snaha o publikování cizojazyčných článků byla zřejmá od založení časopisu. Ve výboru JČMF však převládal názor, že vědecké články mají být psány česky, byl ale redaktory překonán.
Vznik protektorátu a německá okupace prakticky zrušily vydávání cizojazyčných příspěvků, protože musely být zároveň uveřejněny česky a německy. Od 15. května 1941 bylo vydávání časopisu zastaveno. Poslední již vysázené čtvrté číslo sedmdesátého ročníku bylo vydáno 30. listopadu 1945. Příloha Rozhledy matematicko-fyzikální vycházely bez přerušení.

### Ukončení vydávání časopisu
V obsahu poválečných ročníků se projevilo uzavření českých vysokých škol a omezené činnosti JČMF. V roce 1948 po reorganizaci časopisu začaly vycházet tři samostatné časopisy. Časopis Vyučování se věnoval didaktice pro učitele. Jako čtvrtletník byl vydáván Časopis pro pěstování matematiky a fysiky a časopis Matematika a fysika ve škole, který byl vydáván pětkrát za rok. V roce 1950 se změnila redakční rada, ale odborní redaktoři zůstali. Ročník pětasedmdesátý z roku 1950 byl posledním, který vyšel pod původním názvem a obsahoval matematické i fyzikální články.

## Pokračovatelé
Na počátku padesátých let 20. století vytvoření Československé akademie věd představovalo novou vědeckou a organizační základnu, která převzala i řadu úkolů v oblasti ediční činnosti. „Matematickým“ pokračovatelem Časopis pro pěstování matematiky a fysiky se stal Časopis pro pěstování matematiky. Jeho první ročník vydávaný v roce 1951 vycházel pod číslem šestasedmdesát a a jeho redaktorem byl František Vyčichlo. Vydával ho Ústřední ústav matematický. Současně byly vydávány dvě cizojazyčné verze – anglická s podtitulem Czechoslovak Mathematical Journal a ruská Чехословацкий математический журнал. V roce1953 začal vycházet pouze časopis Czechoslovak Mathematical Journal. Obsah byl nezávislý na původním časopisu a texty nebyly publikovány česky. Vedle vlastního číslování ročníků uváděl také číslování, které navazovalo na řadu ročníků původního časopisu. Vydavatelem byl Matematický ústav Akademie věd České republiky, který od ročníku osmasedmdesát vydával také Časopis pro pěstování matematiky.
Ve vydávání časopisu s fyzikálními články pokračoval podobně Ústřední ústav fyzikální. V roce 1951 začal vydávat čtvrtletník Československý časopis pro fyziku, anglicky psaný Czechoslovak Journal of Physics a ruský Чехословацкий журнал физики. Tyto nové časopisy měly od prvního ročníku na vnitřní straně obálky podtitul „Časopis pro pěstování matematiky a fysiky, roč. 76".  Od roku 1953 se vydavatelem časopisů stal Ústav fyziky pevných látek. Československý časopis pro fyziku obsahoval česky a slovensky psané příspěvky. Cizojazyčná verze Чехословацкий журнал физики-Czechoslovak Journal of Physics zveřejňovala překlady původních prací a dopisů redakci do ruštiny nebo angličtiny, němčiny či francouzštiny. V roce1959 se cizojazyčná verze stala obsahově nezávislým časopisem a od roku 1961 vycházela jako měsíčník. Od roku 1966 byla v časopisech poznámka „Založen jako Časopis pro pěstování mathematiky a fysiky v roce 1872".